# 艾尼卡爾·買合木提
艾尼卡爾·買合木提（2002年1月3日—） ，中华人民共和国維吾爾族足球運動員，司職門將，現時效力香港超級聯賽球會傑志。

## 球員生涯
2023年3月13日，艾尼卡爾買合木提加盟香港超級聯賽球隊傑志。
2023年5月27日，艾尼卡爾買合木提在香港足球會Citi7人足球賽首次代表傑志上陣。

## 資料來源
1. ↑  黎永淦. . 香港文匯報. 2023-03-15  [2023-05-20]. （原始内容存档于2023-05-20）.
2. ↑  .   [2023-05-20]. （原始内容存档于2023-05-20）.